# Astronia elaterinervis
Astronia elaterinervis är en tvåhjärtbladig växtart som beskrevs av J.F. Maxwell. Astronia elaterinervis ingår i släktet Astronia och familjen Melastomataceae. Inga underarter finns listade i Catalogue of Life.